# Glans

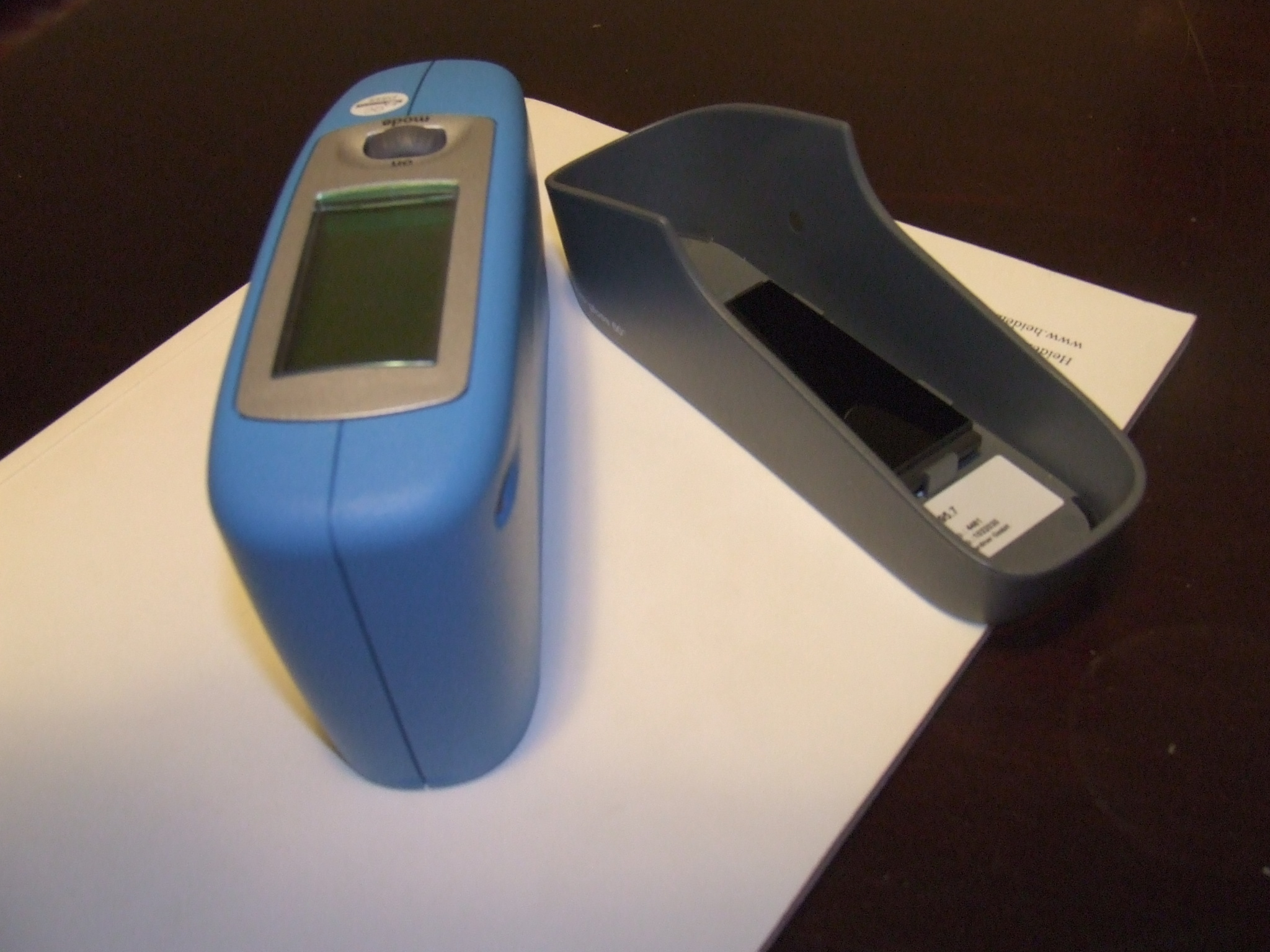
Glansmeter

Glans is een eigenschap die optreedt wanneer de oppervlakte van een materiaal zo glad is, dat het reliëf kleiner is dan de golflengte van zichtbaar licht. In overdrachtelijke zin wordt het gebruikt in de context van schittering (het glanzende goud) of luister (de glans verliezen).
Glans is een onderdeel van hoe objecten visueel gepercipieerd worden. Het is een teken van gezondheid, kwaliteit en kan zelfs een rol spelen in de waarneming van de versheid van voedingsproducten. 

## Kwantificeren
Glans wordt gemeten door de reflectie van een op het materiaal vallende lichtstraal te meten. Het meten van de reflectie moet wel gebeuren met de volgende regel: hoek van inval is hoek van terugkaatsing.
De mate van glans hangt namelijk sterk af van de hoek waarmee het materiaal wordt aangekeken. Als een waarnemer loodrecht naar een object kijkt kan het nauwelijks glans hebben, maar als hij dan bijna parallel langs het materiaal kijkt, kan er een glans worden waargenomen.
Bij het meten van de glans is het dan ook belangrijk dat de hoek gestandaardiseerd is. Typische hoeken zijn 20°, 60° en 85°. Voor een hoogglans wordt de glans meestal met 20°, wat lagere glans bij 60° gemeten. Matte materialen worden gemeten bij 85°.
Behalve de methode bij remissie, kan de glans ook gemeten worden door de hoeveelheid reflecterend (volgens hoek van inval is hoek van terugkaatsing) licht te vergelijken met de hoeveelheid verstrooid licht (wat te zien is bij andere hoeken, dan de hoek van terugkaatsing.
Behalve de hoek speelt ook nog de breedte van de opvallende straal licht een rol, zodat de metingen van verschillende meetapparatuur niet met elkaar vergeleken kunnen worden. Ook het materiaal dat vergeleken wordt, mag geen andere kleur hebben, omdat bij de meting ook de kleur meegenomen wordt.
ISO 2813 is de standaard voor het meten van de glans bij verflagen. Bij papier is de methode ISO 8254 de standaard voor glans. Ook ISO-methode 7688 beschrijft de glansmeting.
Glansmeetapparatuur moeten regelmatig gekalibreerd worden, dit gebeurt bijvoorbeeld met een gepoleerde, hoogglanzende zwartglasplaat met een brekingsindex van n = 1,567. Voor metaaloppervlakten wordt echter een hoogglanzende gepoleerde aluminiumoppervlakte, die tegen corrosie van een transparante kwartslaag voorzien is, gebruikt.

## Glans in papier
Bij papier speelt de glans een grote rol. De glans wordt onder andere beïnvloed door de behandeling van het papier: wat voor een coating is erop gestreken. Verschillende vulstoffen in papier hebben een invloed op de glans.
Ook behandeling van het papier door een satineerkalander, waarmee ook de gladheid beïnvloed wordt, verhoogt de glans. De satineerkalander zijn twee of meer gladde stalen of kunststof walsen die met grote kracht op elkaar drukken als het papier er tussen loopt. 